# Severočeský krajský přebor 1973/1974
V soubojích Severočeského krajského přeboru 1973/74, jedné ze skupin 5. nejvyšší československé fotbalové soutěže, se utkalo 16 týmů dvoukolovým systémem podzim - jaro. Tento ročník skončil v červnu 1974.

## Výsledná tabulka
Zdroj:
| Poř. | Tým                           | Z  | V  | R  | P  | VG | OG | B  |
| ---- | ----------------------------- | -- | -- | -- | -- | -- | -- | -- |
| 1.   | TJ Dynamo Doksy               | 29 | 14 | 8  | 7  | 53 | 34 | 38 |
| 2.   | TJ Kovostroj Děčín „B“        | 30 | 14 | 7  | 9  | 56 | 38 | 35 |
| 3.   | TJ CHZ Litvínov               | 30 | 14 | 7  | 9  | 50 | 37 | 35 |
| 4.   | TJ Baník Meziboří             | 30 | 12 | 9  | 9  | 47 | 38 | 33 |
| 5.   | TJ Sokol Černčice             | 30 | 13 | 7  | 10 | 51 | 46 | 33 |
| 6.   | TJ Spartak Ústí nad Labem „B“ | 30 | 12 | 8  | 10 | 44 | 33 | 32 |
| 7.   | TJ SZ Česká Lípa              | 30 | 13 | 5  | 12 | 54 | 37 | 31 |
| 8.   | TJ Rapid Liberec              | 29 | 12 | 7  | 10 | 44 | 41 | 31 |
| 9.   | TJ Baník Most „B“             | 30 | 13 | 5  | 12 | 47 | 44 | 31 |
| 10.  | TJ Slovan Kadaň               | 30 | 11 | 8  | 11 | 44 | 49 | 30 |
| 11.  | TJ STZ Střekov                | 30 | 12 | 6  | 12 | 34 | 48 | 30 |
| 12.  | TJ PČP Křešice                | 30 | 9  | 10 | 11 | 25 | 33 | 28 |
| 13.  | VTJ Dukla Litoměřice          | 30 | 12 | 3  | 15 | 42 | 48 | 27 |
| 14.  | TJ VJŠ Jirkov                 | 30 | 10 | 5  | 15 | 37 | 57 | 25 |
| 15.  | TJ Hvězda Trnovany            | 30 | 9  | 4  | 17 | 33 | 48 | 22 |
| 16.  | TJ SCHZ Lovosice              | 30 | 7  | 5  | 18 | 41 | 71 | 19 |

Poznámky:
- Z = Odehrané zápasy; V = Vítězství; R = Remízy; P = Prohry; VG = Vstřelené góly; OG = Obdržené góly; B = Body

|  | Postup do Divize B 1974/75             |
|  | Sestup do příslušné I. A třídy 1974/75 |